# Qendër Tomin
Qendër Tomin là một xã trong quận Dibër thuộc hạt Dibër, Albania. Dân số năm 2005 là 10269 người.